# Поштово-багажний поїзд
Поїзд поштово-багажний - формується з пасажирських і вантажних вагонів, які призначені для перевезення пошти, багажу й вантажобагажу, а також окремих пасажирських вагонів для перевезення пасажирів, що причіплюються тільки на дільницях, де не обертаються пасажирські поїзди.